# شهرستان لوودون (تنسی)
شهرستان لوودون، تنسی (به انگلیسی: Loudon County, Tennessee) یک سکونتگاه مسکونی در ایالات متحده آمریکا است که در تنسی واقع شده‌است.

## خصوصیات
شهرستان لوودون ۶۳۹٫۷۳ کیلومترمربع مساحت دارد.